# Jacques Trorial
Jacques Trorial, né le 8 février 1932 à Saulnes, est un haut fonctionnaire et homme politique français.
Il est d'abord député de la 7e circonscription de Meurthe-et-Moselle en 1967. Après mai 1968, il est pendant un an secrétaire d'État à l'Éducation nationale, s'occupant de combler le retard de plusieurs mois en matière d'équipement scolaire et universitaire et de la création de nouvelles universités comme Dauphine.
Il dirige ensuite différents organismes de transport maritime et fluvial.

## Biographie

### Jeunesse et formation
Jacques Trorial est le fils de Gilbert Trorial, contremaître à la Société des aciéries de Longwy.
Après avoir fait ses classes au lycée de Longwy, il s'inscrit à l'université. Il obtient une licence de droit ainsi que, une fois admis, le diplôme de l'Institut d'études politiques de Strasbourg en 1952. Il est auditeur régional de l'Institut des hautes études de la défense nationale (IHEDN) en 1959[réf. nécessaire].
Il accomplit son service militaire de mars 1957 à septembre 1958[réf. nécessaire]. Il est capitaine honoraire du service d'état-major[réf. nécessaire].

### Carrière administrative
Expert assermenté en dommages de guerre industriels et commerciaux auprès de la délégation du ministère de la Reconstruction et du Logement du Bas-Rhin (mars 1953-avril 1955), il devient ensuite attaché à la préfecture de la Meuse d'avril 1955 au 1er mars 1957.
Après un cursus de deux ans, il est nommé chef de cabinet du préfet des Ardennes (1958) et du Lot-et-Garonne (1959), puis sous-préfet de l'arrondissement de Bar-sur-Aube (1963).
Chargé de mission au cabinet du ministre de l'Intérieur, il devient adjoint, puis chef du service d'information des maires et conseillers généraux (1964-1967).
En disponibilité de mars 1967 à décembre 1969, il est réintégré, nommé sous-préfet hors classe puis placé, par décret du 14 mai 1975, en disponibilité spéciale (sans traitement). Il prend sa retraite en 1992.

### Mandats politiques
Il est élu député de la 7e circonscription de Meurthe-et-Moselle le 12 mars 1967, et réélu le 30 juin 1968. Il est nommé secrétaire d'État à l'Éducation nationale le 12 juillet 1968 dans le gouvernement Couve de Murville, à la fin de la présidence de Charles de Gaulle.
Il joue un rôle déterminant dans la remise en route de l'Éducation nationale après Mai 68, ayant été spécialement chargé par le Premier ministre, Maurice Couve de Murville, et le ministre de l'Éducation nationale, Edgar Faure, de la responsabilité d'assurer les rentrées scolaire et universitaire de septembre à novembre 1968, de combler le retard de plusieurs mois pris en matière d'équipement scolaire et universitaire (lancement des universités de Dauphine, Vincennes et Villetaneuse) et de relancer la formation permanente. Il quitte ses fonctions presque un an plus tard, le 20 juin 1969.

### Carrière dans les organismes du transport
Il est président de l'Association pour l'expansion industrielle de la Lorraine (1969-1973) et membre de la Commission nationale de l'aménagement du territoire (1969-1973)[réf. nécessaire].
Membre du Conseil économique et social régional d'Île-de-France de 1982 à 2002, il y est rapporteur permanent de la commission des finances (1989-1995) et président de celle de l'aménagement du territoire (1995-1998).
Il devient président du conseil d'administration du Port autonome de Paris en juin 1970 (président d'honneur et administrateur à partir de février 1997).
Il fonde le comité des armateurs fluviaux en 1971, qu'il préside jusqu'en 1988, et le comité de liaison pour la promotion de la voie d'eau jusqu'en 1987.
Il occupe également différents mandats et fonctions dans des organismes de transport :
- membre de la commission des transports pour les VI, VII, VIII, IX Plans au commissariat général du plan d'équipement et de la productivité.
- membre du Conseil supérieur, puis national des transports (de 1972 à 1997).
- membre du Conseil supérieur de la marine marchande (depuis 1986).
- président délégué de l'Association pour le développement de la formation professionnelle dans les transports (AFT) et de l'Institut de formation aux techniques d'implantation et de manutention (IFTIM) de juillet 1989 à 1998.

Il est président de l'Association pour le développement des ports français d'octobre 1986 à 2013, puis président délégué de l’Union des ports de France (UPF) depuis 2013,.
En décembre 2020, après la disparition de Valéry Giscard d'Estaing, il est le seul ancien membre du gouvernement français sous la présidence de Charles de Gaulle encore en vie.

## Décorations
- Commandeur de la Légion d'honneur (1999[10])
- Commandeur de l'ordre national du Mérite (1992)
- Commandeur des Palmes académiques (1971)
- officier du Mérite maritime (1996)
- Titulaire de la médaille commémorative des opérations de sécurité et de maintien de l'ordre en Afrique du Nord